# Üvegfal
Az üvegfal kifejezés, hasonlóan az üvegplafon metaforához, olyan esetekben használatos, amikor egy szakképzett személy cégen belüli mobilitása akadályozott. Oka lehet a nemi, faji, etnikai stb. alapon történő hátrányos megkülönböztetés. Fontos különbség azonban, hogy míg az üvegplafon hasonlattal a vertikális szegregáció tényét írják le, addig az üvegfal a horizontális mozgás akadályozottságát jelképezi.

## Áttekintés
A metaforában szereplő üveg szó a jelenség sokáig láthatatlan voltára utal, ez azonban nem jelenti azt, hogy a fal nem létezik. Láthatóvá és érezhetővé gyakran csak akkor válik, ha beleütközünk. A különböző szakterületek közötti átjárhatóság korlátozottságára vonatkozik: a nők esetében ez a jellegzetesen "nőies" pályákról egy másik, több előrejutási lehetőséget magában rejtő területre való áttérés nehézségeit jelenti.